# Franz Klier
Franz Klier (30. listopadu 1819 Březno – 14. listopadu 1884 Děčín) byl český politik německé národnosti, v 2. polovině 19. století poslanec Českého zemského sněmu a Říšské rady, jeden z předáků německé liberální Ústavní strany.

## Biografie
Vystudoval právo na Karlo-Ferdinandově univerzitě v Praze. Roku 1845 získal titul doktora práv a působil jako praktikant u finančního úřadu a u trestního soudu v Praze. Od roku 1851 působil jako advokát v Děčíně.
Do politiky se zapojil již během revolučního roku 1848. Byl aktivní v Národním výboru, v němž zastupoval zájmy německé populace. Podílel se na založení německého Ústavního spolku (Constitutioneller Verein) v Praze. V letech 1848–1849 redigoval politický list Deutsche Zeitung aus Böhmen. V doplňovacích volbách koncem února 1849 byl zvolen i za poslance Říšského sněmu v Kroměříži. Zastupoval obvod Bezdružice. V parlamentu nahradil rezignovavšího poslance Andrease Eckla. Klier se ovšem fakticky svého mandátu neujal, protože několik dnů po zvolení byl Říšský sněm rozpuštěn.
Po obnovení ústavního života počátkem 60. let 19. století se opětovně zapojil do zemské i celostátní politiky. V zemských volbách v Čechách v roce 1861 byl zvolen v městské kurii (obvod Děčín - Podmokly - Česká Kamenice - Chřibská) do Českého zemského sněmu. Do sněmu byl za týž obvod zvolen rovněž v zemských volbách v lednu 1867 a mandát obhájil i v krátce poté vypsaných zemských volbách v březnu 1867. Opětovně mandát obhájil ve volbách do Českého zemského sněmu roku 1870, volbách roku 1872 a volbách roku 1878.
V této době byl rovněž poslancem Říšské rady (celostátní zákonodárný sbor), kam ho vyslal zemský sněm poprvé roku 1867 (tehdy ještě Říšská rada nevolena přímo, ale tvořena delegáty jednotlivých zemských sněmů). Znovu ho zemský sněm do Říšské rady zvolil v roce 1870 (11. listopadu 1870 složil poslanecký slib) a roku 1871, přičemž svůj mandát obnovil, když 14. května 1872 opětovně složil slib. Uspěl i v prvních přímých volbách do Říšské rady roku 1873, kdy získal poslanecké křeslo za městskou kurii v obvodu Děčín, Podmokly atd. Za stejný obvod byl zvolen do vídeňského parlamentu i ve volbách do Říšské rady roku 1879. Zasedal tu až do své smrti. Po volbách roku 1879 usiloval o zvolení na post místopředsedy Poslanecké sněmovny Říšské rady, ale porazil ho Franciszek Jan Smolka.
Politicky patřil k takzvané Ústavní straně, která podporovala centralizovaný a liberální model rakouského státu a odmítala české federalistické tendence. Náležel mezi její vlivné parlamentní politiky. Po volbách v roce 1873 se uvádí coby jeden z 67 členů staroliberálního Klubu levice, vedeného Eduardem Herbstem. V roce 1878 se o něm již píše jako o nezařazeném poslanci. A v říjnu 1879 je zmiňován na Říšské radě coby člen mladoněmeckého Klubu sjednocené Pokrokové strany (Club der vereinigten Fortschrittspartei).
V parlamentu se zabýval otázkami hospodářskými a obchodními. Byl členem branného a rozpočtového výboru Říšské rady. V období let 1880–1884 byl členem rakouské parlamentní delegace pro jednání s uherskými politiky. Podporoval rozvoj železniční sítě na severu Čech. Zastával funkci prezidenta správní rady České severní dráhy.
Na jeho pohřeb v roce 1884 byl do Děčína z Prahy vypraven zvláštní vlak a z četných německých spolků byly zasílány kondolence.